# Zelda Fitzgerald
Zelda Sayre Fitzgerald (ur. 24 lipca 1900 w Montgomery, zm. 10 marca 1948 w Asheville), urodzona jako Zelda Sayre, pisarka amerykańska.
Pochodziła z prominentnej rodziny z Alabamy (dwóch senatorów USA). Jej ojciec był sędzią Sądu Najwyższego Alabamy. Matka, która lubiła czytać romantyczne powieści, zaczerpnęła imię Zelda z dwóch mało znanych opowiadań, w obu przypadkach bohaterka była Cyganką.
Młodość spędziła w Montgomery, gdzie tańczyła w balecie, przewodziła lokalnej młodzieży, piła, paliła, spotykała się z chłopcami, pływała, tworzyła drobne skandale i lubiła zainteresowanie swoją osobą. Znana była z urody i temperamentu. W dzieciństwie jej koleżanką była Tallulah Bankhead, też pochodząca z rodziny senatorów, która została znaną hollywoodzką aktorką. W 1918 roku ukończyła liceum Sidney Lanier High School w Montgomery.
Była żoną pisarza F. Scotta Fitzgeralda. Poznali się w lipcu 1918 roku na tańcach w Montgomery. Scott był ochotnikiem w armii, stacjonował w Camp Sheridan koło tego miasta. Połączył ich romantyczny egoizm. W lutym 1919 roku Scott wyjechał do Nowego Jorku, w marcu 1920 roku zaręczyli się. Scott pił już wtedy i był katolikiem, podczas gdy Zelda należała do Kościoła Episkopalnego. 26 marca 1920 roku opublikowano pierwszą powieść Scotta, bestseller Po tej stronie raju, 30 marca Zelda przyjechała do Nowego Jorku, 3 kwietnia 1920 roku wzięli ślub. Natychmiastowy rozgłos debiutu Scotta uczynił z nich celebrytów w Nowym Jorku. Stali się ikonami młodości i sukcesu, symbolem Epoki Jazzu lat 20. Dużo pili, co prowadziło do publicznych ekscesów i prywatnych kłótni. Scott wykorzystywał w powieściach prywatny dziennik Zeldy (za jej wiedzą). Zelda napisała kilka opowiadań i artykułów. 26.10.1921 r. przyszła na świat ich córka – Frances "Scottie" Fitzgerald.
W kwietniu 1924 roku wyjechali do Paryża, po klapie wspólnie napisanej sztuki The Vegetable. Wkrótce przenieśli się do Antibes na francuskiej Riwierze. Gdy Scott pisał tam Wielkiego Gatsby'ego, Zelda zadurzyła się w młodym francuskim pilocie, Edouardzie Jozanie, chciała rozwodu, ale Scott zamknął ją w domu, dopóki nie zrezygnowała z tego żądania. Jozan wyjechał, coś się jednak zepsuło. We wrześniu Zelda przedawkowała tabletki nasenne, zapewne była to próba samobójstwa. W październiku Scott ukończył Wielkiego Gatsby'ego. Aby to uczcić, wybrali się do Rzymu i na Capri, ale oboje byli nieszczęśliwi i niezdrowi.
W kwietniu 1925 roku, po powrocie do Paryża, Scott poznał Ernesta Hemingwaya i pomógł mu w karierze. Zostali przyjaciółmi, także od alkoholu, jednak Zelda uważała go za fałszywego. Hemingway zapoznał ich z Gertrude Stein. Pewnego razu Zelda rzuciła się w dół schodów, gdy Scott zbyt długo rozmawiał z Isadorą Duncan. Gdy Scott pisał, Zelda nudziła się w izolacji i często mu przeszkadzała. Znów zajęła się baletem, ćwicząc czasem po 8 godzin dziennie, dążąc do własnej profesjonalnej kariery, ale Scott uważał to za stratę czasu. W 1929 roku Fitzgeraldowie robili na przyjęciach już przykre wrażenie, jakby zmierzali ku samozniszczeniu. Wraz z krachem na Wall Street skończyła się epoka jazzu i ich złote lata.
W kwietniu 1930 roku miała pierwszy napad depresji; wkrótce stwierdzono u niej schizofrenię i odtąd musiała okresowo przebywać w szpitalach psychiatrycznych (łącznie przez około 8,5 roku, 10 pobytów, pierwszy w Szwajcarii, pozostałe w USA). Być może były to jednak zaburzenia afektywne dwubiegunowe.
We wrześniu 1931 roku powrócili do Montgomery, gdzie umierał sędzia Sayre. Scott postanowił wyjechać sam do Hollywood. Miał tam romans z dziennikarką filmową Sheilah Graham (1938).
W 1932 roku wydała na wpół autobiograficzną powieść Zatańcz ze mną ostatni walc, pisaną przez 6 tygodni w klinice w Baltimore. Jest to opis małżeństwa podobnego do jej własnego. Scott zmusił ją do usunięcia materiału, który sam wykorzystywał w pisanej latami powieści Czuła jest noc.
Od 1925 roku malowała, np. swój autoportret we wczesnych latach 40. W 1934 roku miała wystawę.
W roku 1938, po nieudanej wycieczce na Kubę, rozstała się na zawsze z mężem, choć nigdy się formalnie nie rozwiedli. Pisali jednak do siebie często, aż do jego nagłej śmierci w wyniku ataku serca w grudniu 1940 roku. Nie była na pogrzebie męża ani na ślubie córki.
Zginęła w wieku 47 lat w wyniku pożaru w szpitalu Highland Mental Hospital w Asheville, razem z ośmioma innymi pacjentkami. Czekała zamknięta w pokoju na elektrowstrząsy. Grób Fitzgeraldów znajduje się w Rockville (Maryland). Na płycie nagrobnej jest ostatnie zdanie z Wielkiego Gatsby'ego.
Zelda Fitzgerald, przez wielu w swojej epoce uważana za ucieleśnienie "nowoczesnej dziewczyny" (flapper – podlotek), była niewątpliwym pierwowzorem słynnych bohaterek powieści męża, zwłaszcza Nicole Diver z Czuła jest noc. Hemingway obwiniał ją o malejący dorobek Scotta. Alkohol, niewierność, pełne goryczy wzajemne oskarżenia zniszczyły to małżeństwo.